# Тертерское дело
Тертерское дело (азерб. Tərtər işi) — серия судебных разбирательств в Азербайджане по факту пыток в отношении солдат и офицеров Вооружённых Сил Азербайджана в результате дознаний в мае - июне 2017 года в связи с предполагаемой связью военнослужащих со Службой национальной безопасности Армении и шпионаже в пользу последней. Массовые пытки последовали непосредственно за Вооружёнными столкновениями в Нагорном Карабахе в апреле 2016 года.
Дело стало известно по названию Тертерского района, куда свозили и пытали военнослужащих при дознании.

## История
В мае 2017 года Министерство обороны, МВД, Генеральная прокуратура и Служба государственной безопасности Азербайджана  совместно заявили о задержании военнослужащих Вооружённых сил Азербайджана по обвинению в шпионаже в пользу спецслужб Армении.
В 2019 году стали появляться подробности о событиях, включая массовые пытки, которые произошли в мае и июне 2017 года в отношении военнослужащих, проходивших службу в воинских частях в направлении Тертерского, Агдамского, Бейлаганского районов, и других воинских частей, формально и неформально подозреваемых в шпионаже.
По словам правозащитника Октая Гюлалыева, в первые месяцы массовых арестов ни общественность, ни правозащитники не имели информации о происходящем.
В 2017 году представители Военной прокуратуры и Генеральной прокуратуры посетили военные части. Были обнаружены факты преступлений. После обнаружения преступлений Военной прокуратурой Азербайджана было возбуждено уголовное дело. На места преступлений были приглашены бригады врачей медицинской службы Министерства обороны. Было проведено обследование потерпевших. Часть потерпевших была госпитализирована в Центральную больницу в Баку.
По имеющимся данным азербайджанских правозащитников, более 100 солдат и офицеров ВС Азербайджана стали жертвами пыток. Военнослужащих свозили в Тертерский район, и пытали на стадии дознания. Их подвергали физическому и психологическому насилию, бесчеловечному и унижающему достоинство обращению. 25 из них были приговорены к длительным срокам тюремного заключения, и не менее девяти погибли от пыток. Например, полковнику-лейтенанту в отставке Салеху Гафарову «связали руки и ноги, топили в воде, били током, выдирали ногти, ломали челюсть и связанного сбросили со второго этажа. После этого продолжали пытать, пока он не впал в кому», — вспоминает жена Гафарова услышанное ею в суде. Бывший командир роты в звании капитана Вагиф Абдуллаев рассказал, что его «морили голодом, раздевали догола и поливали холодной водой, били арматурой, пытали электрошоком», а потом уволили из армии.
Согласно правозащитнику Октаю Гюлалыеву, девять военнослужащих погибли от пыток, причём в отношении пяти из них уголовные дела не были возбуждены. По информации СМИ, на данный момент не менее 25 военнослужащих находятся в тюрьмах, отбывая сроки по обвинениям в государственной измене, нападении на старших по званию и большому количеству других сопутствующих статей.
В ноябре 2021 года военный прокурор Азербайджана Ханлар Велиев признал наличие массовых пыток и сообщил о возбуждении уголовных дел, но в то же время заявил, что «Тертерское дело» умышленно раздувается «людьми с армянской сущностью».
Органами следствия, было установлено, что пытки применялись в отношении 102 человек.
В декабре того же года Генеральная прокуратура, МВД и Служба государственной безопасности Азербайджана в совместном заявлении также признали наличие преступлений, и упомянули новое предварительное расследование пыток. Депутат Захид Орудж предложил создать комиссию для рассмотрения Тертерского дела и не стал исключать, что обвиненные в государственной измене «оговорили себя в результате силового воздействия».
5 сентября 2022 года генеральный прокурор Азербайджана Кямран Алиев обратился к пленуму Верховного суда Азербайджана с предложением о пересмотре приговоров 19 осуждённым из списка жертв Тертерского дела.

## Жертвы
Всего, по сообщениям правозащитников, пыткам подверглось около сотни военнослужащих, 25 из которых осуждены за государственную измену. 9 военнослужащих погибли. По состоянию на 2022 год количество официально установленных потерпевших возросло до 397 человек.
Следствие в рамках "Тертерского дела" доказало, что в результате пыток погиб военнослужащий азербайджанской армии Тамкин Низамиоглу Гулиев. Была проведена эксгумация, и данное обстоятельство было подтверждено заключением судебно-медицинской экспертизы. Лейтенант Тамкин Низамиоглу Гулиев служил в N-ой воинской части в Тертерском районе, участвовал в апрельских боях 2016 года. Пытки военного произошли в тот период, когда он проходил учения. Офицера отозвали и доставили в поселок Шихарх, где его и подвергли пыткам. 11 мая 2022 года была проведена эксгумация тела Тамкина Гулиева. После вскрытия могилы с участием сотрудников государственных органов на теле умершего были обнаружены многочисленные переломы. Установлено, что его избивали тупым предметом.

## Уголовное преследование
В отношении привлечённых к уголовной ответственности выдвинуты обвинения по статьям 126.3 (умышленное причинение тяжкого вреда здоровью, повлекшее смерть потерпевшего), 145.3 (незаконное лишение свободы, повлекшее смерть), 293.3 (истязание, жестокое, бесчеловечное или унижающее достоинство обращение или наказание, не считающееся пыткой), 341.2.2 (превышение должностных обязанностей), 341.2.3 и другим статьям Уголовного кодекса Азербайджана.
На декабрь 2021 года предварительное следствие по пяти уголовным делам в отношении 19 обвиняемых было завершено и направлено в суд.
16 декабря 2021 года расследование дела было продлено.
Были созданы новые следственные группы с участием  Генеральной прокуратуры, МВД и СГБ Азербайджана.
Генерал-майор Бекир Оруджев, и.о. начальника Главного управления по идеологической работе и морально-психологическому обеспечению личного состава Министерства обороны Азербайджана был арестован. Ему предъявлены обвинения по ряду статей УК АР в том числе по статьям 126.3 (намеренное нанесение ущерба здоровья, повлекшее гибель пострадавшего по неосторожности), 145.3 (незаконное лишение свободы), 293.3 (пытки или жестокое, бесчеловечное или унижающее достоинство обращение или наказание, не считающееся пыткой), 341.2.2 (превышение должностных полномочий).
Аналогичные обвинения выдвинуты также против Рамиля Ахмедова, а также частично против Рахиба Мамедова.
В целом в рамках следствия по четырём открытым уголовным делам к уголовной ответственности привлечены 18 человек. Из них 12 человек арестованы, один человек в розыске. Апелляционные жалобы обвиняемых апелляционным и Верховным судом Азербайджана были отклонены.
Кроме того, по итогам следствия уголовное преследование в отношении 19 человек было прекращено.
Всего потерпевшими по делу признаны 405 человек.

## Погибшие
- Руслан Оджагвердиев, прапорщик[5]
- Салех Гафаров, полковник-лейтенант в отставке[5]
- Тамкин Гулиев Низами оглу, лейтенант
- Расим Рзаев Гейдар оглу, полковник[5]

## Осуждённые
- Натик Гулузаде, солдат-срочник (18 лет тюрьмы)[5]
- Фаик Ахмедов, солдат (20 лет тюрьмы)[5]
- Бекир Оруджев (генерал-майор, 6 лет 6 месяцев лишения свободы), З. Казымов, У. Рашидов (9 лет и 6 месяцев лишения свободы каждый)
- И. Мамедов, Р. Мамедов (6 лет 6 месяцев лишения свободы каждый)

## Неосуждённые
- Вагиф Абдуллаев, капитан[5]

## Оправданные
Трое военнослужащих сверхсрочной службы, Мушфиг Ахмедли, Заур Абдуллаев, Вели Халилов, осуждённые и отбывшие пять лет заключения, были оправданы. В мае 2023 года им была присуждена компенсация за моральный вред и материальный ущерб.